# Benjamin Graham
Benjamin Graham (8 tháng 5 năm 1894 - 21 tháng 9 năm 1976) là một nhà kinh tế học, doanh nhân và là nhà đầu tư nổi tiếng và chuyên nghiệp người Anh-Mỹ. Không những thế, Graham được coi là người khai sinh ra trường phái đầu tư giá trị. Ông bắt đầu giảng dạy về trường phái này tại Trường Columbia vào năm 1928 và sau đó cộng tác với David Dodd xuất bản cuốn sách nổi tiếng Phân tích chứng khoán (Security Analysis). Học trò của Benjamin bao gồm: Warren Buffett, William J. Ruane, Irving Kahn, Walter J. Schloss và những người khác. Warren Buffett mô tả ông là người có ảnh hưởng lớn thứ hai trong cuộc sống của mình. Thậm chí, Warren Buffet và Irving Kahn có lấy họ Graham làm tên đệm cho con trai của mình là Howard Graham Buffett và Thomas Graham Kahn.
Sau khi Benjamin Graham tốt nghiệp Đại học Columbia vào năm 1914 (năm ông 20 tuổi), ông bắt đầu sự nghiệp của mình trên đường Wall, cuối cùng ông thành lập quan hệ đối tác Graham-Newman. Sau khi thuê cựu sinh viên của mình và người quản lý tương lai của Berkshire Hathaway, Warren Buffett, ông đã giảng dạy các vị trí tại trường cũ của mình, và sau đó tại trường quản lý Anderson tại Đại học California, Los Angeles.

## Cuộc đời và sự nghiệp

### Tuổi trẻ
Tên khai sinh của Benjamin Graham là Benjamin Grossbaum, bố mẹ ông là người Do Thái. Gia đình ông chuyển tới NewYork khi ông một tuổi. Khi đó những họ nghe giống Đức không được ưa thích, nên ông được đổi họ thành Graham. Cha ông là nhà buôn đĩa sứ và tượng nhỏ. Hồi đầu, gia đình ông sống tương đối đầy đủ, nhưng sau khi cha ông mất vào năm 1903, ông bắt đầu sống trong nghèo đói. May mắn thay, ông giành được học bổng tại đại học Columbia, ông tốt nghiệp năm 1914, đứng thứ nhì lớp. Ông được mời dạy Anh ngữ, Triết và Toán nhưng ông quyết định làm việc ở phố Wall và cuối cùng thì thành lập công ty của riêng mình là Công ty hợp doanh Graham - Newman.

### Sự nghiệp
Ông có hai tác phẩm để đời là: Phân tích chứng khoán (Security Analysis, xuất bản năm 1934, viết cùng David Dodd) và Nhà đầu tư thông minh (The intelligent investor, xuất bản năm 1949, tái bản lần 4 của Jason Zweig vào năm 2003). Phân tích chứng khoán được coi như một cuốn kinh thánh cho mọi nhà đầu tư nghiêm túc kể từ lúc nó được phát hành. Còn quyển Nhà đầu tư thông minh được Warren Buffet miêu tả: "Cuốn sách hay nhất về đầu tư từng được viết cho đến nay". Benjamin Graham kêu gọi bất cứ ai tham gia thị trường chứng khoán, trước tiên, phải phân biệt rõ ràng giữa đầu tư và đầu cơ (investment và speculation). Trong cuốn Phân tích chứng khoán, ông đã định nghĩa rõ ràng đầu tư và đầu cơ như sau: "Hoạt động đầu tư là một quá trình, thông qua phân tích kỹ lưỡng và cẩn trọng, có thể đảm bảo an toàn vốn và thu lời thỏa đáng. Tất cả những hoạt động không đáp ứng được những yêu cầu trên là đầu cơ."
Benjamin Graham cũng khuyên người nắm giữ cổ phiếu nên quan niệm rằng họ đang nắm giữ một phần quyền sở hữu công ty. Vì thế, họ sẽ không phải bận tâm về những biến động khó lường của thị trường, bởi vì trong ngắn hạn, thị trường là máy biểu quyết (hoàn toàn phụ thuộc vào thị hiếu của những người tham gia). Trong dài hạn, thị trường là bàn cân (trong dài hạn, giá trị thực sự sẽ được phản ánh vào giá cổ phiếu). Benjamin Graham cũng phân biệt nhà đầu tư bị động và nhà đầu tư chủ động. Nhà đầu tư bị động (hay còn gọi là nhà đầu tư phòng vệ) sẽ đầu tư thận trọng, tìm kiếm những chứng khoán có giá trị, và nắm giữ chúng khá lâu. Ngược lại, nhà đầu tư chủ động là người có nhiều thời gian, niềm yêu thích và kiến thức chuyên sâu hơn để tìm kiếm những cơ hội bất thường trên thị trường. Graham khuyến nghị những nhà đầu tư dạng này cần bỏ thời gian công sức phân tích tình hình tài chính của công ty. Khi giá thị trường thấp hơn giá trị nội tại, biên an toàn hình thành, đấy là lúc thích hợp để đầu tư.
Benjamin Graham nhận định: "Đầu tư thông minh nhất là khi nó có tính kinh doanh nhất", Warren Buffet nhận xét đây là tuyên ngôn quan trọng nhất từng được viết về đầu tư. Graham cho rằng: Nhà đầu tư không đúng hay sai bởi vì người khác đồng ý hay phản đối anh ta; Nhà đầu tư đúng bởi vì nhận định và phân tích của anh ta đúng. Nhân vật hình tượng mà Graham yêu thích là Ngài Thị trường, người ngày ngày gõ cửa để đề nghị mua và bán chứng khoán với những giá khác nhau. Thường thường, giá do Ngài Thị trường đưa ra rất hợp lý, nhưng đôi khi chúng lại rất nực cười. Nhà đầu tư có thể đồng ý với giá Ngài Thị trường đưa ra, có thể không, tùy ý. Ngài Thị trường chẳng để ý đến ai, mỗi ngày Ngài lại đưa ra một giá mới. Nhà đầu tư không nên nghe theo ý thích kỳ quặc của Ngài Thị trường và xác định giá trị chứng khoán của mình theo giá mà Ngài đưa ra. Anh ta nên kiếm tiền từ sự ngớ ngẩn của Ngài Thị trường chứ không nên nhập bọn với Ông ta. Tốt nhất, nhà đầu tư nên chú ý vào tình hình hoạt động của công ty và cổ tức nhận được, thay vì quá quan tâm đến những hành động bất thường của Ngài Thị trường.
Graham hết sức lên án những doanh nghiệp thời bấy giờ xáo trộn và gián đoạn việc công bố báo cáo tài chính, khiến các nhà đầu tư khó nhận biết tình trạng thực sự của doanh nghiệp. Ông ủng hộ việc trả cổ tức cho cổ đông thay vì để doanh nghiệp giữ lại toàn bộ lợi nhuận sau thuế. Benjamin Graham cũng cực lực phản đối ý kiến: "Một số loại chứng khoán là khoản mua tốt dù với bất cứ giá nào bởi chúng có triển vọng lên giá lâu dài. Vì thế, không cần xem xét tình hình hoạt động thực sự của công ty.". Những nhận định trên của Graham vẫn còn nguyên giá trị thực tế cho đến ngày nay.

### Di sản
Gần đây, cách tiếp cận kiểu "Ngài Thị trường" của Benjamin Graham gặp thử thách lớn từ MTP (lý thuyết danh mục cổ phiếu hiện đại). Nền tảng của MTP là giả thuyết thị trường hiệu quả (EMH). MTP được giảng dạy tại hầu hết trường kinh doanh của Anh và Mỹ, nó cho rằng không có chuyện mọi cá nhân đều có thể liên tục "đánh bại" thị trường. Do đó, MTP phủ nhận khả năng có bất kỳ sai lệch nào giữa giá thị trường và giá trị của một chứng khoán.
Tuy nhiên, lịch sử đã ghi nhận rất nhiều môn đệ của Graham đã thành công rực rỡ, tính theo lợi nhuận đầu tư. Ngoài ra, rất nhiều nghiên cứu khoa học đã chỉ ra rằng: cổ phiếu giá trị vượt trội so với cổ phiếu tăng trưởng và toàn thị trường nói chung trong hầu hết các thời kỳ nhiều năm.
Trích lời Warren Buffet:
"…ngày nào ông cũng hy vọng làm được "một điều gì đó ngốc nghếch, một điều gì đó sáng tạo, một điều gì đó hào phóng."…Nhưng điều mong muốn thứ ba của ông – sự hào phóng – là điều ông làm tốt nhất…"
"...Trong lĩnh vực nơi nhiều thứ sẽ trở nên ngớ ngẩn chỉ trong một vài tuần hay một vài tháng sau khi công bố, những nguyên tắc của Ben vẫn bền vững - giá trị của chúng thường được nâng cao và hiểu rõ hơn trong thời kỳ của những cơn bão tài chính, những cơn bão phá tan những nền tảng trí tuệ mỏng manh hơn."

## Sách
Phân tích chứng khoán (Security Analysis) cộng tác với David Dodd
, Nhà đầu tư thông minh (The Intelligent Investor)